# Општина Порумбаку де Жос (Сибињ)
Порумбаку де Жос (рум. Porumbacu de Jos) општина је у Румунији у округу Сибињ.
Oпштина се налази на надморској висини од 395 m.